# Revolution (2024)
Revolution (2024) – piąta gala wrestlingu w chronologii cyklu Revolution wyprodukowana przez federację i dla zawodników All Elite Wrestling (AEW). Odbyła się 3 marca 2024 w Greensboro Coliseum w Greensboro w stanie Karolina Północna. Emisja była przeprowadzana na żywo przez serwis strumieniowy B/R Live w Ameryce Północnej i za pośrednictwem Triller TV na całym świecie oraz w systemie pay-per-view. Gala ta była gospodarzem ostatniej walki w prawie 40-letniej karierze Stinga i odbyła się w tym samym miejscu, w którym zmierzył się z Riciem Flairem na Clash of the Champions I w marcu 1988 roku, wyprodukowanym przez terytorium National Wrestling Alliance, Jim Crockett Promotions.
Na gali odbyło się jedenaście walk, w tym dwie podczas pre-show Zero Hour. Walką wieczoru była ostatnia walka w karierze Stinga, w którym on i Darby Allin pokonali The Young Bucks (Matthew Jacksona i Nicholasa Jacksona) w Tornado tag team matchu broniąc AEW World Tag Team Championship, w rezultacie Sting zakończył karierę w AEW jako niepokonany. W innej ważnej walce, Samoa Joe pokonał "Hangman" Adama Page’a i Swerve’a Stricklanda w three-way matchu broniąc AEW World Championship. Podczas gali powrócił także Kyle O’Reilly, który pauzował z powodu kontuzji od czerwca 2022 roku.

## Produkcja

### Tło
Revolution to gala wrestlingu w systemie pay-per-view (PPV), organizowana corocznie przez All Elite Wrestling (AEW) od 2020 roku - pierwotnie odbywała się pod koniec lutego, ale została przeniesiona na początek marca w 2021 roku. Jest jedną z „Wielkiej Czwórki” AEW PPV, które obejmują także Double or Nothing, All Out i Full Gear, ich cztery największe gale produkowane co kwartał.
Revolution 2024 została potwierdzone przez wrestlera AEW i weterana wrestlingu Stinga 18 października 2023 roku na odcinku Dynamite. Sting podsumował swoją debiutancką walkę w AEW na Revolution 2021, który był cinematic Tag Team Street Fightem z partnerem Darbym Allinem, a następnie ogłosił, że stoczy ostatnią walkę w swojej prawie 40-letniej karierze na Revolution 2024. Na odcinku z 29 listopada potwierdzono, że piąte Revolution odbędzie się 3 marca 2024 roku w Greensboro Coliseum w Greensboro w stanie Karolina Północna, w tym samym miejscu, w którym Sting słynnie zmierzył się z Riciem Flairem na Clash of the Champions I w marcu 1988 roku, wyprodukowanym przez terytorium National Wrestling Alliance, Jim Crockett Promotions. Flair potwierdził również, że będzie w narożniku Stinga podczas walki. Było to także pierwsze PPV AEW, które odbyło się w Karolinie Północnej. Bilety na Revolution trafiły do sprzedaży 15 grudnia 2023 roku.

### Rywalizacje
Revolution oferowało walki profesjonalnego wrestlingu z udziałem wrestlerów należących do federacji All Elite Wrestling. Oskryptowane rywalizacje (storyline’y) kreowane są podczas cotygodniowych gal Dynamite, Rampage oraz Collision. Wrestlerzy są przedstawieni jako heele (negatywni, źli zawodnicy i najczęściej wrogowie publiki) i face’owie (pozytywni, dobrzy i najczęściej ulubieńcy publiki), którzy rywalizują pomiędzy sobą w seriach walk mających budować napięcie. Kulminacją rywalizacji jest walka wrestlerska lub ich seria.

#### Pojedynek o AEW World Tag Team Championship
Po zwycięstwie Stinga i Darby’ego Allina na Dynamite: Homecoming 10 stycznia i gdy Revolution szybko się zbliżało, Tony Schiavone zapytał Stinga, kto będzie jego ostatecznym przeciwnikiem. Zanim Sting zdążył odpowiedzieć, przerwali mu The Young Bucks (Matthew Jackson i Nicholas Jackson), co było ich pierwszym występem od czasu Full Gear w listopadzie 2023 roku. Następnie oba zespoły spojrzały na siebie z góry, a komentatorzy sugerowali, że The Young Bucks chcieli rzucić wyzwanie Stingowi i Allinowi na finałową walkę Stinga. W następnym tygodniu The Young Bucks, obecnie indywidualnie wolejący nazywać się Matthew i Nicholas, powiedzieli, że będą poważniej podchodzić do swojej roli wiceprezesów wykonawczych AEW i powiedzieli, że chociaż szanują Stinga, nadszedł czas, aby się pożegnać. Później Allin wspominał, że on i Sting byli niepokonani jako tag team i zakończyli swoją historię razem jako AEW World Tag Team Championi. Następnie zdobyli tytuł 7 lutego, ale po walce zostali brutalnie zaatakowani przez The Young Bucks. Po zwycięstwie tag teamowym The Young Bucks w następnym tygodniu, zespół ten stał się numerem jeden w rankingu tag team. Gdy mieli już zaatakować Schiavone po walce, Allin obronił; Sting był nieobecny z powodu ataku z poprzedniego tygodnia. Allin skrytykował Matthew i Nicholasa, stwierdzając, że nie dbają już o pierwotny cel AEW i dbają tylko o siebie. Następnie Allin zgodził się, że on i Sting będą bronić AEW World Tag Team Championship przeciwko The Young Bucks, który został zaplanowany jako tornado tag team match na Revolution.

#### Pojedynek o AEW International Championship
Na Worlds End 30 grudnia 2023 roku ujawniono, że Adam Cole to człowiek w diabelskiej masce, który przez kilka poprzednich miesięcy był celem MJF-a. Okazało się również, że zamaskowani mężczyźni diabła to Roderick Strong, Matt Taven, Mike Bennett i Wardlow. W następnym odcinku Dynamite, grupa przyjęła nazwę Undisputed Kingdom i przedstawiła swoje cele, do których zaliczało się zdobycie przez Stronga AEW International Championship. Dwa tygodnie później Strong, Bennett i Taven skonfrontowali się z International Championem Orangem Cassidym po jego walce. Cassidy zaproponował wtedy obronę tytułu przeciwko Strongowi, ale Strong odrzucił i powiedział, że chce zmierzyć się z Cassidym o tytuł na Revolution, a walka później została ogłoszona.

#### Pojedynek o AEW World Championship
Po tym, jak Samoa Joe wygrał AEW World Championship na Worlds End 30 grudnia 2023 roku, pojawił się na Dynamite: Homecoming 10 stycznia 2024 roku, gdzie stanął przed kilkoma wrestlerami, z których każdy chciał walczyć o tytuł. Ponieważ Swerve Strickland i "Hangman" Adam Page mieli remis w rankingu, walkę pomiędzy nimi zaplanowano na odcinek Dynamite z 7 lutego, a zwycięzca zmierzy się z Joe o AEW World Championship na Revolution. Jednak ich walka zakończyła się 30-minutowym remisem, a prezes AEW Tony Khan zdecydował, że Joe będzie bronił tytułu zarówno przeciwko Page’owi, jak i Stricklandowi w three-way matchu na Revolution.

#### Pojedynek o AEW Women’s World Championship
3 stycznia na odcinku Dynamite, była wrestlerka Total Nonstop Action Wrestling Deonna Purrazzo skonfrontowała się ze współpracowniczką "Timeless" Toni Storm, Mariah May, i oficjalnie ogłosiła, że podpisała kontrakt z AEW. Następnie Purrazzo wyjaśniła swoje intencje, mówiąc, że chce AEW Women’s World Championship Storm. Następnie Purrazzo szybko awansowała w rankingu, stając się pretendentką numer jeden do walki ze Storm o mistrzostwo na Revolution.

#### Pojedynek o Continental Crown Championship
Na Worlds End, Eddie Kingston został inauguracyjnym AEW Continental Championem, co uczyniło go również Continental Crown Championem, dzierżąc nowy tytuł dzięki swoimi mistrzostwami ROH World i NJPW Strong Openweight. Już podczas samego turnieju pokonał Bryana Danielsona i zapewnił sobie miejsce w finale. 20 stycznia na odcinku Collision, Kingston połączył siły z Ortizem, przegrywając z Danielsonem i Claudio Castagnolim; po walce Danielson napluł Kingstonowi w twarz. Przez kolejne tygodnie Danielson w dalszym ciągu okazywał Kingstonowi brak szacunku, wyrzucając go za kulisy lub natychmiast wychodząc na własne walki, ilekroć Kingston świętował własne zwycięstwa, z których jedno było przeciwko Bryanowi Keithowi i doprowadziło do otrzymania przez Keitha kontraktu z AEW. 10 lutego na odcinku Collision, Kingston wyzwał Danielsona na walkę na Revolution o mistrzostwo Continental Crown Championship, z dodatkowym zastrzeżeniem, że jeśli Kingston wygra, Danielson będzie musiał z szacunku uścisnąć mu rękę.

## Wyniki walk
| Nr                                                                   | Wyniki | Stypulacje | Czas  |
| -------------------------------------------------------------------- | --- | --- | ----- |
| 1P                                                                   | The Bang Bang Scissor Gang (Max Caster, Anthony Bowens, Billy Gunn, Austin Gunn, Colten Gunn i Jay White) pokonali Jeffa Jarretta, Satnama Singha, Jaya Lethala, Williego Macka i Private Party (Isiaha Kassidy’ego i Marqa Quena) (z Sonjay Duttem i Karen Jarrett) poprzez pinfall | 12-man tag team match | 12:25 |
| 2P                                                                   | Kris Statlander i Willow Nightingale (z Stokelym Hathawayem) pokonały Julię Hart i Skye Blue poprzez pinfall | Tag team match | 13:30 |
| 3                                                                    | Christian Cage (c) (z Killswitchem, Mother Wayne i "The Prodigy" Nickiem Wayne’em) pokonał Daniela Garcię poprzez pinfall | Singles match o AEW TNT Championship | 16:50 |
| 4                                                                    | Eddie Kingston (c) pokonał Bryana Danielsona poprzez pinfall | Singles match o Continental Crown Championship (AEW Continental Championship, ROH World Championship i NJPW Strong Openweight Championship) Danielson przegrał, przez co musiał uścisnąć dłoń Kingstonowi. | 19:45 |
| 5                                                                    | Wardlow (z Adamem Cole’em, Mikiem Bennettem i Mattem Tavenem) pokonał Chrisa Jericho, Powerhouse Hobbsa, Lance’a Archera (z Jakiem "The Snake" Robertsem), Hooka, Briana Cage’a (z Prince Naną), Magnusa i Dante Martina poprzez pinfall                                             | All-Star Scramble match Zwycięzca otrzymał przyszłą walkę o AEW World Championship. | 15:45 |
| 6                                                                    | Roderick Strong pokonał Orange’a Cassidy’ego (c) poprzez pinfall | Singles match o AEW International Championship | 12:45 |
| 7                                                                    | Blackpool Combat Club (Jon Moxley i Claudio Castagnoli) pokonali FTR (Daxa Harwooda i Casha Wheelera) poprzez techniczne poddanie | Tag team match | 21:50 |
| 8                                                                    | "Timeless" Toni Storm (c) (z Mariah May i Lutherem) pokonała Deonnę Purrazzo poprzez pinfall | Singles match o AEW Women’s World Championship | 12:15 |
| 9                                                                    | Will Ospreay pokonał Konosuke Takeshitę poprzez pinfall | Singles match | 22:00 |
| 10                                                                   | Samoa Joe (c) pokonał "Hangman" Adama Page’a i Swerve’a Stricklanda (z Prince Naną) poprzez submission | Three-way match o AEW World Championship | 19:40 |
| 11                                                                   | Sting i Darby Allin (c) (z Rikiem Flairem, Garrettem Bordenem i Stevenem Bordenem Jr.) pokonali The Young Bucks (Matthew Jacksona i Nicholasa Jacksona) poprzez submission | Tornado tag team match o AEW World Tag Team Championship | 21:25 |
| (c) – mistrz/mistrzyni przed walkąP – walka miała miejsce w pre-show | | |       |